# Sinaida Grigorjewna Morosowa

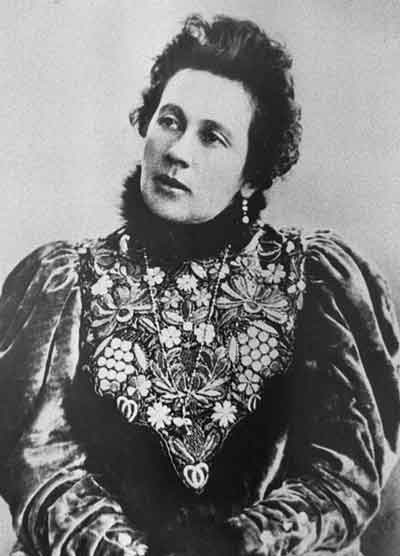
Sinaida Grigorjewna Morosowa

Sinaida Grigorjewna Morosowa, geboren Sinowija Grigorjewna Simina, (russisch Зинаида Григорьевна Морозова, Geburtsname russisch Зиновия Григорьевна Зимина; * 1867 in Orechowo-Sujewo; † 1. September 1947 in Iljinskoje bei Moskau) war eine russische Salonnière und Wohltäterin.

## Leben
Sinowija Grigorjewna stammte aus einer altgläubigen Kaufmannsfamilie. Ihr Großvater Jefim Stepanowitsch Simin war Kaufmann der 2. Gilde in Pawlowski Possad, der 1866 als außerstädtischer Unternehmer in die 2. Gilde der Moskauer Kaufmannschaft aufgenommen wurde. Ihr Vater Grigori Jefimowitsch Simin erbte die Familienweberei und -färberei.  Der Impresario Sergei Iwanowitsch Simin war ihr Onkel.
Sinowija Grigorjewna erhielt eine häusliche Erziehung und begeisterte sich für Musik und Theater. Siebzehnjährig heiratete sie Sergei Wikulowitsch Morosow (1860–1921), Sohn des Manufakturbesitzers Wikula Jelissejewitsch Morosow, der Mitglied der priesterlosen Altgläubigen war. Die Ehe war nicht glücklich, indem Morosow aufgrund seines schwachen Charakters seiner Frau nicht gewachsen war. 1887 ließ Morosowa sich von ihm scheiden.

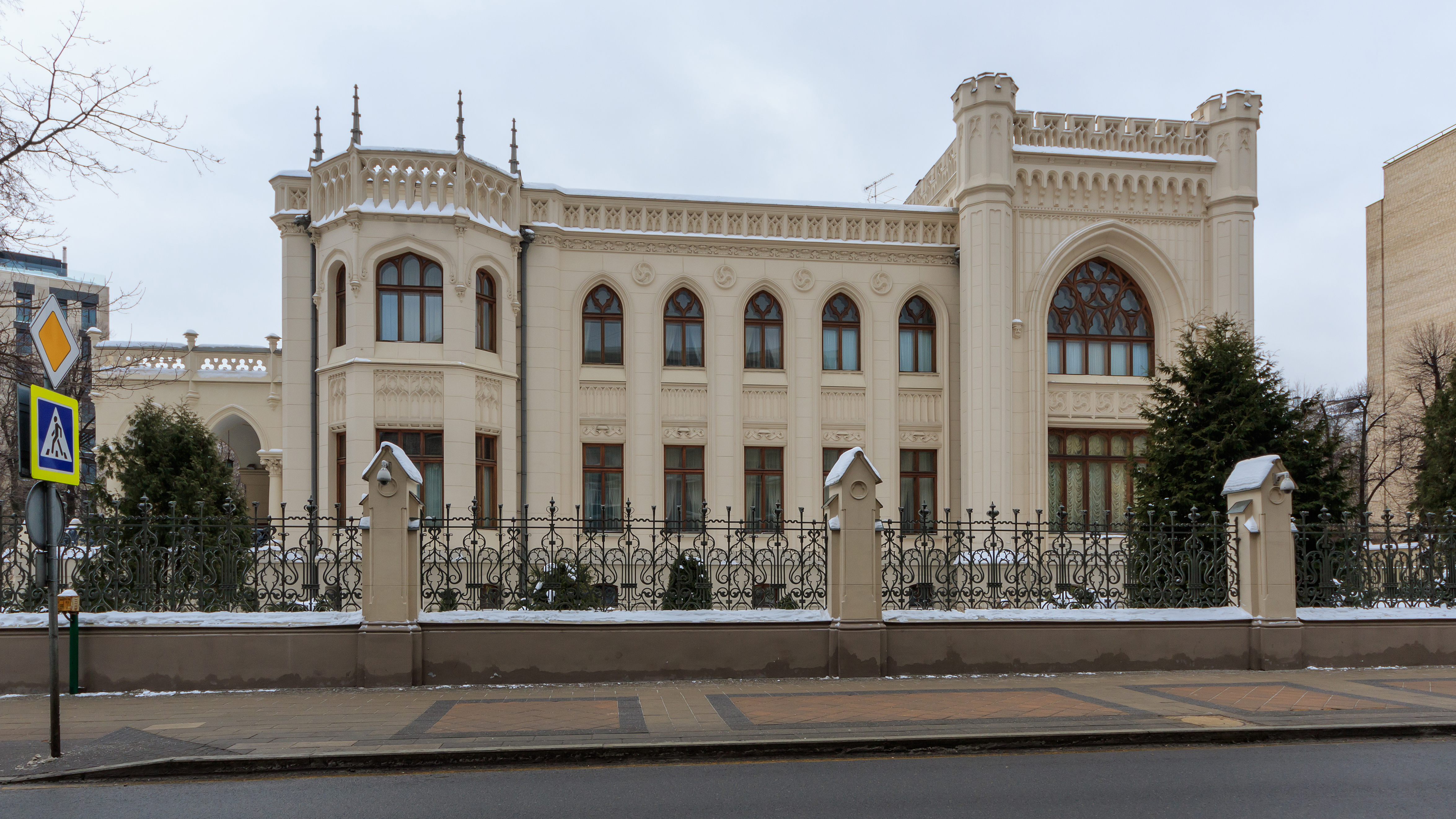
Morosowa-Villa, Spiridonowka 17, Moskau

Bereits bei ihrer damaligen Hochzeit hatte Morosowa den Onkel 2. Grades ihres Mannes Sawwa Timofejewitsch Morosow kennengelernt. Die Beziehung führte eineinhalb Jahre nach ihrer Scheidung zu einer Schwangerschaft, so dass sie trotz der Empörung der altgläubigen Verwandtschaft 1888 in zweiter Ehe Sawwa Morosow heiratete. Er schenkte ihr ein Haus, in dem sie getrennt von der Verwandtschaft lebten. Sie umgab sich mit Französisch- und Englischlehrern und wurde schnell eine gebildete Frau. Sie nahm am öffentlichen Leben teil und besuchte Konzerte. Auf der Allrussischen Industrie- und Handwerksausstellung 1896 in Nischni Nowgorod war ihre Schleppe länger als die der Kaiserin Alexandra Fjodorown, was gegen die Etikette verstieß. Anfang der 1890er Jahre kaufte Sawwa Morosow für sie die Villa an der Spiridonowka und ließ sie nach ihren Wünschen von Fjodor Ossipowitsch Schechtel umbauen. Ihr Salon war weit bekannt in Moskau und wurde sowohl von Künstlern und Schriftstellern als auch von Aristokraten besucht, während ihr Mann sich nur um seine Geschäfte kümmerte. Auf ihren Landsitz Pokrowskoje-Rubzowo bei Swenigorod lud sie wiederholt Theaterleute ein, und insbesondere war Anton Pawlowitsch Tschechow mit seiner Frau zu Gast.
1905 verbreiteten sich in Moskau Gerüchte über Sawwa Morosows Verrücktheit. Auf Drängen Sinaida Morosowas und der mit Sawwa Morosow befreundeten Schauspielerin Marija Fjodorowna Andrejewa kamen der Neuropathologe Grigori Iwanowitsch Rossolimo und die Ärzte I. I. Seliwanowski und Fjodor Alexandrowitsch Grinewski, die bei Sawwa Morosow einen schweren allgemeinen Nervenzusammenbruch mit übermäßiger Erregung, Angstzuständen, Schlaflosigkeit und Depressionen feststellten. Darauf fuhr Morosowa mit ihrem kranken Mann und dem Arzt Seliwanowski zu Behandlungen zunächst nach Berlin und dann zur Erholung nach Cannes. Einige Tage nach der Ankunft fand sie ihren Mann mit einer tödlichen Schusswunde, was als Suizid gedeutet wurde. Morosow wurde in Moskau auf dem Rogoschskoje-Friedhof begraben. Nach seinem Testament erbte sie den größten Teil seines Vermögens, so dass sie Besitzerin von Fabriken und Bergwerken im Ural und umfangreichen Ländereien in den Gouvernements Wladimir und Moskau wurde. Mit Sawwa Morosow hatte sie vier Kinder bekommen. Fürst Pjotr Dmitrijewitsch Dolgorukow lud die reiche Witwe in die Kadettenpartei ein, was sie in Hinblick auf deren finanzielle Erwartungen ablehnte.

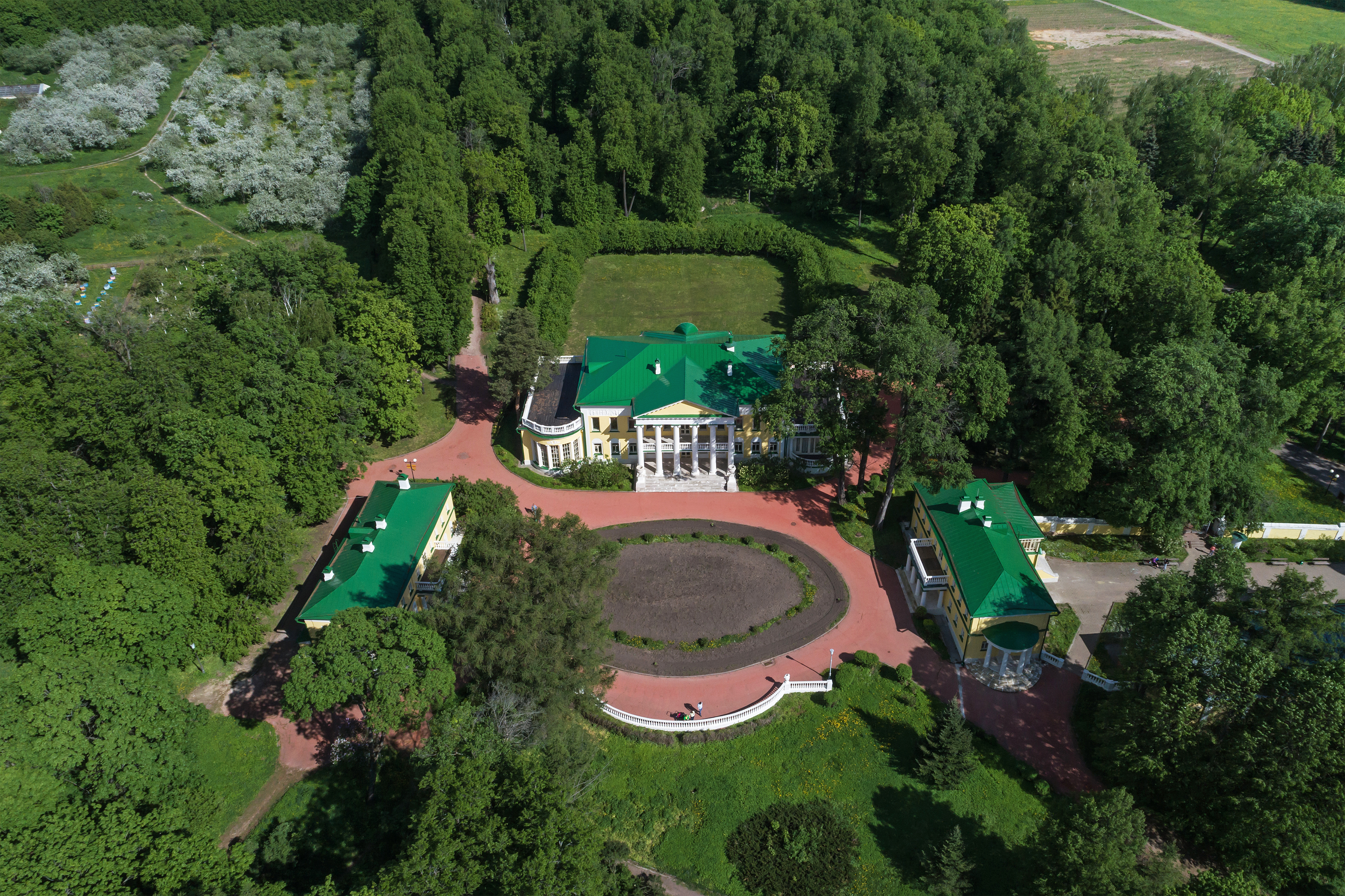
Herrenhaus Gorki

1907 schloss Morosowa ihre dritte Ehe mit dem ein Jahr jüngeren adligen Generalmajor der kaiserlichen Suite Anatoli Anatoljewitsch Rheinbott. 1909 verkaufte sie ihr Haus an der Spiridonowka an den Bankier Michail Pawlowitsch Rjabuschinski und erwarb das Herrenhaus und Gut Gorki. Das Haus wurde von Schechtel saniert und nach ihren Wünschen umgebaut. Es erhielt einen Wintergarten und eine große Sommerterrasse. Das Haus schmückte sie mit kostbaren Möbeln und Meißner Porzellan. An den Wänden hingen Gemälde von Iwan Kusmitsch Makarow, Walentin Alexandrowitsch Serow, Isaak Iljitsch Lewitan und anderen. Die Gebäude waren mit Dampfheizung, elektrischem Strom und Wasserleitungen ausgestattet. Das Gut übergab sie ihrem ältesten Sohn Timofei (1888–1921).
1911 wurde Rheinbott der Unterschlagung von Staatsgeld beschuldigt. Dank der von Morosowa beauftragten Rechtsanwälte Nikolai Platonowitsch Karabtschewski und Konstantin Alexandrowitsch Minjatow endete der Prozess glimpflich. Im Mai 1912 beantragte Rheinbott bei der Moskauer Adelsversammlung die Aufnahme seiner Frau in den erblichen Adel. Als zu Beginn des Ersten Weltkriegs viele ihre deutschen Namen russifizieren ließen und Rheinbott den Namen seiner Großmutter Reswoi bekam, erhielt Morosowa das Recht, den Familiennamen Reswaja zu benutzen. 1916 trennte sich Morosowa von Reswoi.
Morosowa hatte viele Mühen und Gelder der Wohltätigkeit gewidmet. Sie veranstaltete Wohltätigkeitskonzerte, -empfänge und -basare und arbeitete in Wohltätigkeitskomitees mit. 1913 war auf ihre Kosten das S. T. Morosow-Haus mit billigen Wohnungen gebaut worden. Während des Ersten Weltkriegs sammelte sie Spenden für die Verwundeten.
Nach der Oktoberrevolution wurde der Morosow-Besitz verstaatlicht. Vergeblich versuchte sie, ihr Gut Gorki zurückzubekommen, wobei ihr sogar die Verhaftung drohte. Ihr ältester Sohn Timofei wurde 1921 in Rostow am Don von Bolschewiki erschossen. Morosowa lebte bis 1924 in Moskau und dann im Dorf Iljinskoje in der Nähe Moskaus. Ihren Lebensunterhalt bestritt sie durch den Verkauf von verbliebenen Schmuckstücken und  Gegenständen ihres persönlichen Besitzes. Dank der Unterstützung Wladimir Iwanowitsch Nemirowitsch-Dantschenkos erhielt sie 1930 eine Pension von 120 Rubel aufgrund des Beitrags Sawwa Morosows zur Gründung des Moskauer Kunsttheaters, an dem sie beteiligt war. Sie starb in Iljinskoje und wurde dort begraben. Später wurde sie in die Morosow-Familiengruft auf dem Moskauer Rogoschskoje-Friedhof überführt.